# Cneo Afranio Dextro
Cneo o Gneo Afranio Dextro (en latín: Gnaeus Afranius Dexter.;  † en 105) fue un senador romano que vivió a finales del siglo I y principios del siglo II, y desarrolló su cursus honorum bajo los reinados de Domiciano, Nerva, y Trajano.

## Biografía
Fue cónsul sufecto en el año 105 junto a Gayo Julio Cuadrato Baso.
Fue asesinado por sus esclavos el mismo año de su consulado, y según a la ley romana, si un dueño de esclavos era asesinado en su casa, sus propios esclavos podrían ser ejecutados y sus libertos relegados, basándose en la presunción de que deberían haber venido en su defensa. Plinio el Joven participó en el juicio senatorial de los esclavos y libertos de Dextro, luchando para que fueran absueltos.
Paul von Rohden sugiere que puede ser el mismo Dextro al que Marcial menciona como cazador en dos de sus epigramas.